# Valero Rivera (handball, 1985)
Pour les articles homonymes, voir Valero (homonymie).
Cet article traite de Valero Rivera fils. Pour le père, voir Valero Rivera (handball, 1953).
Valero Rivera Folch, né le 22 février 1985 à Barcelone, un joueur espagnol de handball évoluant au poste d'ailier gauche. International espagnol, il est notamment champion du monde 2013 et Champion d'Europe en 2018. Depuis l'été 2018, il a retrouvé le Handball Club de Nantes où il avait déjà évolué de 2010 à 2016.
Son père, également nommé Valero Rivera, est un ancien sélectionneur de l'équipe d'Espagne et ancien entraîneur du FC Barcelone et a donc été celui qui fait débuter son fils dans le handball professionnel à Barcelone puis en équipe nationale d'Espagne. Il est également le gendre de Thierry Anti.

## Biographie
Après avoir été formé au FC Barcelone, club alors entrainé par son père Valero Rivera, il fait ses gammes dans quatre autres clubs espagnols avant de rejoindre à l'été 2010 le HBC Nantes. Après une bonne première saison sur les bords de l'Erdre, la saison 2011-2012 apparaît comme une consécration avec la quatrième place du H en championnat, alors le meilleur résultat du club, et surtout par le titre de meilleur joueur du championnat de France. Fort de ce succès, Valero Rivera et le HBC Nantes s'accordent pour prolonger l'aventure pour quatre saisons supplémentaires.
Réserviste lors des Jeux olympiques 2012 de Londres, sa reconnaissance en France lui permet d'être sélectionné au championnat du monde 2013 en Espagne, notamment au détriment de Juanín García, meilleur buteur de l'histoire de la Roja. Toutefois, pendant la compétition, le « fils du sélectionneur » a été le joueur le plus critiqué du groupe espagnol, sa présence étant fréquemment remise en cause. Sans jamais douter, il s'impose peu à peu et, en finale, il répond de la meilleure manière en réalisant une performance de premier plan avec six buts marqués. Ce premier titre de champion du monde se produit dans des conditions particulières pour lui du fait que ce championnat du monde est organisé en Espagne, que la finale a eu lieu à Barcelone, sa ville natale, et que son père est le sélectionneur de l'équipe nationale.
En octobre 2023, le club nantais annonce l'extension de son contrat de 2024 à 2025.

### Vie privée
Il est en couple avec une handballeuse française, Marion Anti, la fille de son entraîneur au HBC Nantes, Thierry Anti. Ensemble, ils ont deux garçons nés le 17 juin 2013 et le 22 septembre 2015 nommés Valero junior et Tiago.

## Palmarès

### En équipe nationale
- Médaille d'or au Championnat du monde 2013 en  Espagne
- Médaille de bronze au Championnat d'Europe 2014 au  Danemark
- 4e place au Championnat du monde 2015 au  Qatar
- Médaille d'argent au Championnat d'Europe 2016 en  Pologne
- Médaille d'or au Championnat d'Europe 2018 en Croatie

### En clubs
compétitions internationales
- Vainqueur de la Ligue des champions (C1) (1) : 2005
- Vainqueur de la Coupe de l'EHF (C3) (1) : 2003
  - Finaliste (3) en 2007, 2013 et 2016

compétitions nationales
- Vainqueur du Championnat d'Espagne (3) : 2003, 2017, 2018
- Vainqueur de la Coupe du Roi (3) : 2004, 2017, 2018
- Vainqueur de la Coupe ASOBAL (3) : 2002, 2017, 2018
- Vainqueur de la Supercoupe d'Espagne (3) : 2003, 2016, 2017
- Deuxième du Championnat de France en 2020 et 2022
- Vainqueur de la Coupe de la Ligue (2) : 2015, 2022
- Finaliste de la Coupe de France en 2015 et 2022

### Récompenses individuelles
- Élu meilleur joueur du championnat de France (1) : 2012[6]
- Élu meilleur ailier gauche du championnat de France (3) : 2012[6], 2013[11] et 2016
- 2e meilleur buteur du Championnat de France[12] (3) : 2012, 2013 et 2014
- Élu meilleur ailier gauche du championnat du monde (1) : 2015[13].
- Élu meilleur ailier gauche de la Ligue des champions (1) : 2021
- Meilleur buteur du Championnat d'Europe 2016 avec 48 buts marqués (dont 31 sur jets de 7 mètres)
- Élu dans l’équipe « 7 France » par le journal L’Équipe en 2013[14].

## Galerie

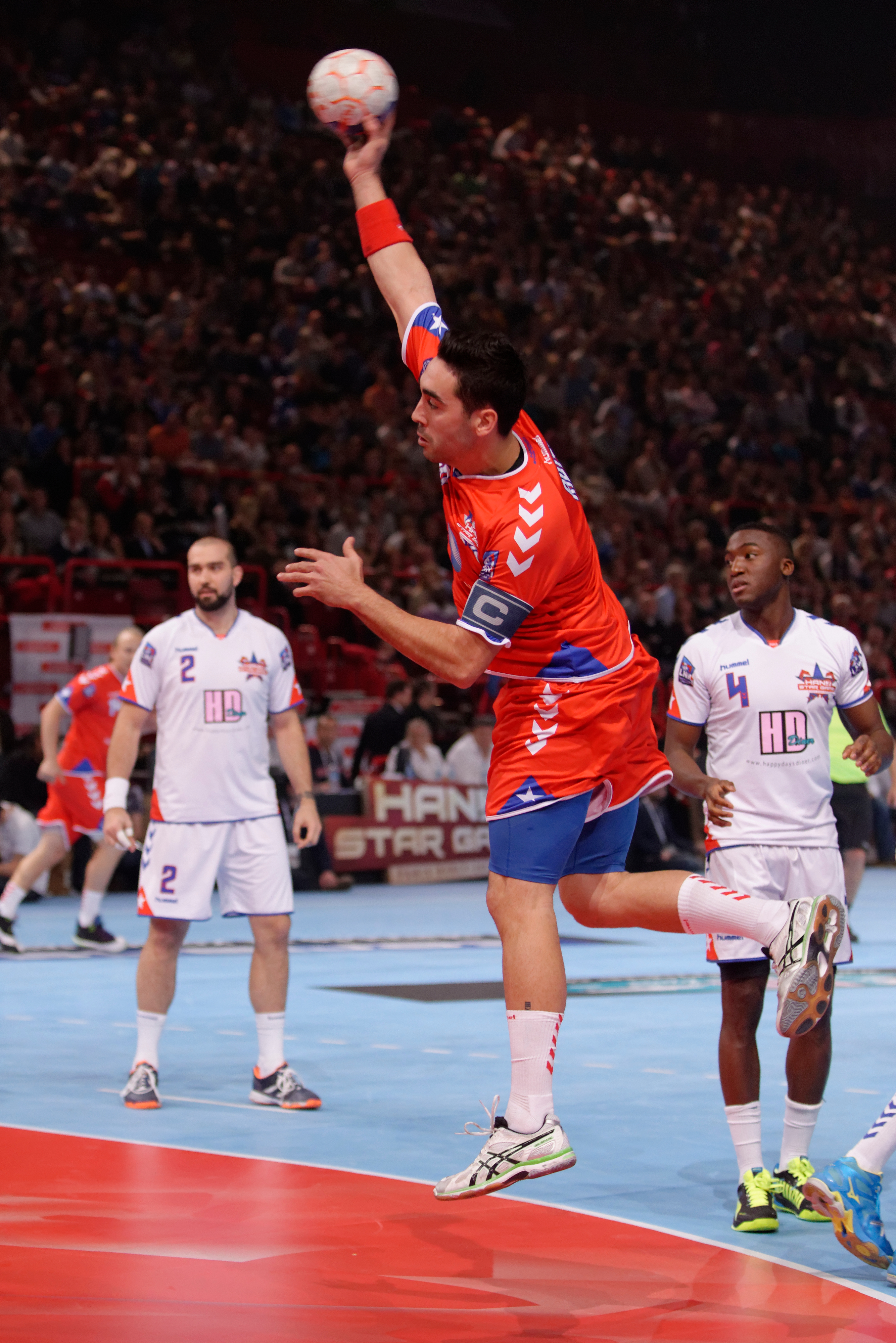
Au Hand Star Game 2013
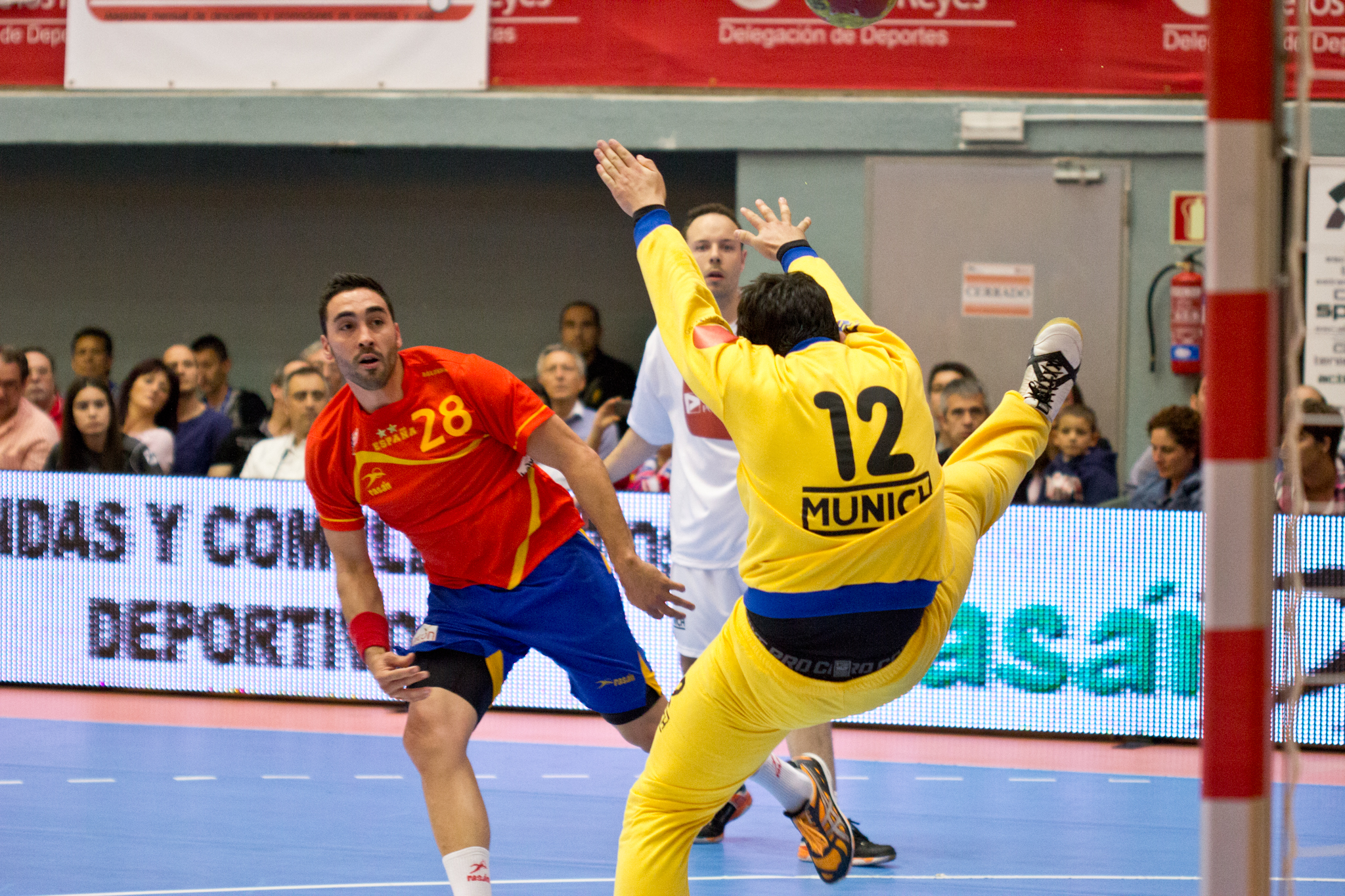
Avec l'Espagne en 2013
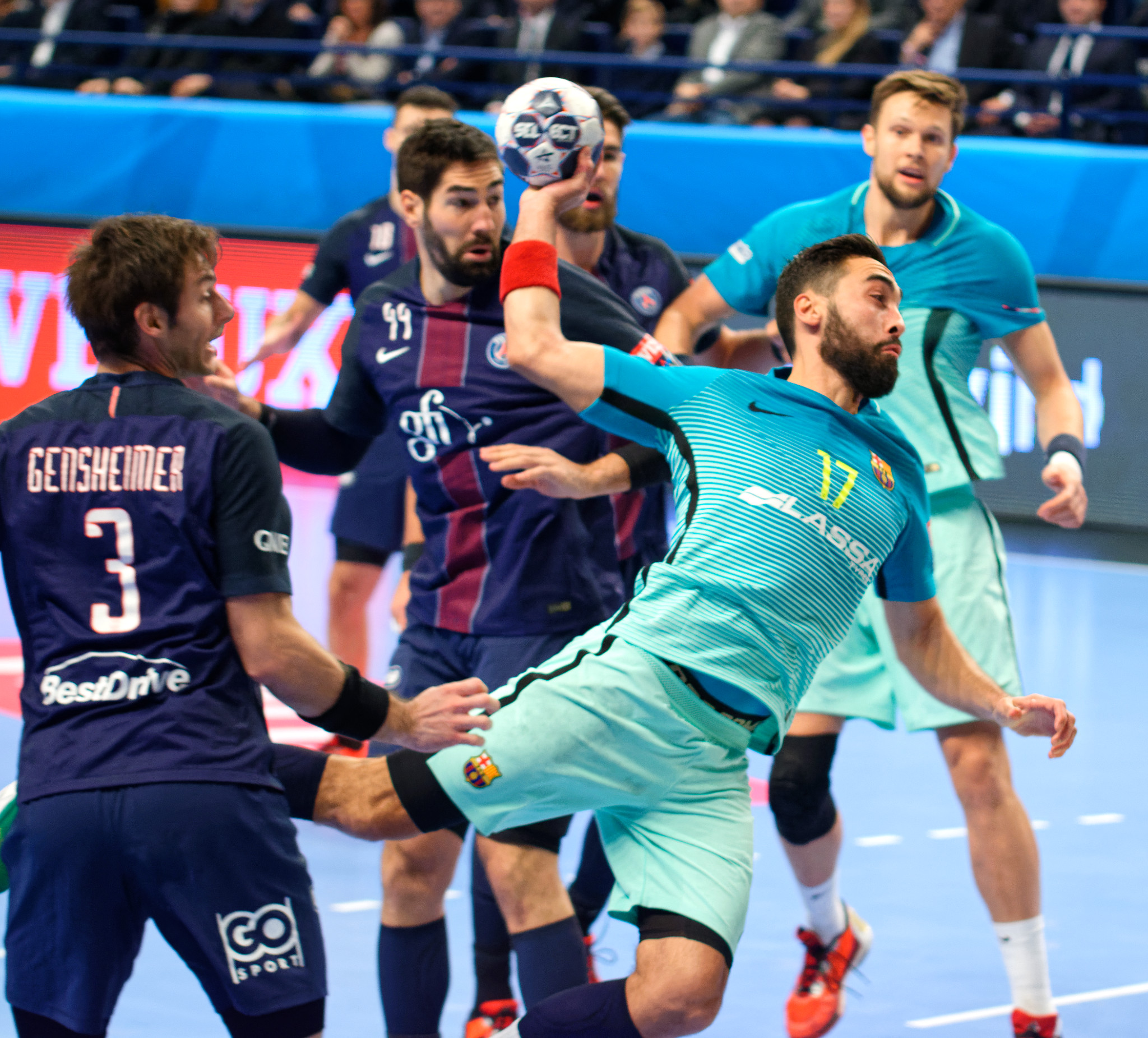
Avec Barcelone en 2016
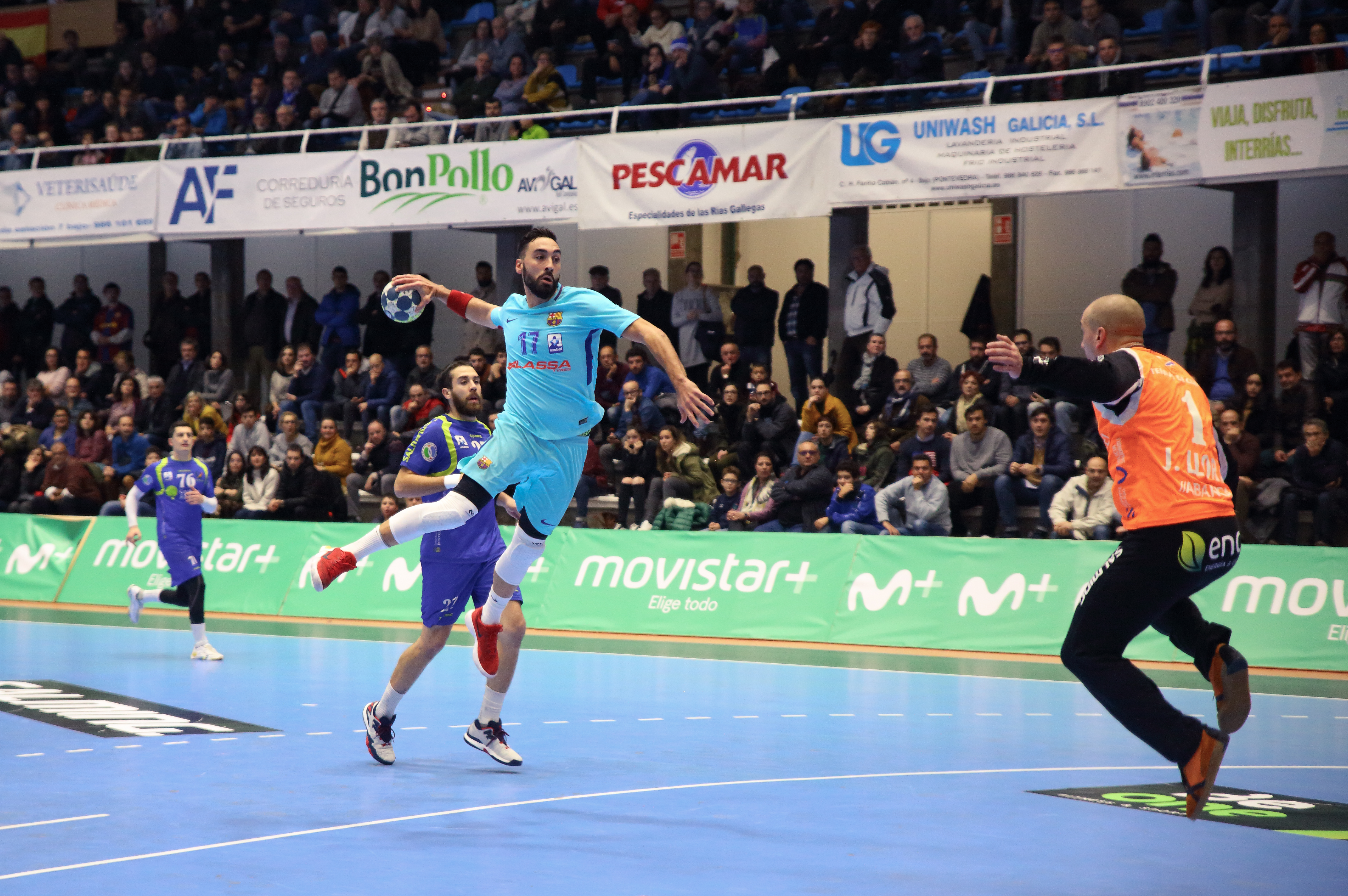
Avec Barcelone en 2017